# 金載元
金 載元（キム・ジェウォン、ハングル表記：김재원、1967年7月11日 - ）は、大韓民国の韓国放送公社 (KBS) 所属のアナウンサー。1995年にKBSの第21期公開採用でアナウンサーとして入局した。様々なテレビ番組で司会を務め、主な担当番組として『朝の広場』や『TV는 사랑을 싣고』（仮訳：『TVは愛をのせて』）、『6시 내 고향』（仮訳：『6時わが故郷』）などがある。
日頃から社会貢献活動に関心が深く、2013年にKBSカンテウォン福祉財団の青少年未来支援事業に参加し、社会的配慮が必要な青少年のための自立型私立高校の生徒たちに対する助言者（メンター）などの活動をしている。この青少年未来支援事業参加がきっかけになり、2015年12月にKBSカンテウォン福祉財団の広報大使を委嘱された。

## 学歴
- 高麗大学校 独文学科卒業[1]
- 崇実大学校 大学院会計学修士（碩士）[1]
- 中央大学校 大学院経営学博士[1]（マーケティング・コミュニケーション専攻）

## 経歴
- 1995年 KBS第21期公開採用のアナウンサー[1]